# 冨永真一郎
冨永 真一郎（とみなが しんいちろう、1987年4月27日- ）は、日本のプロレスラー。CWP、ガンバレ☆プロレスの2団体所属。富山県高岡市出身。

## 経歴
2006年に帝京大学に入学。SWS学生プロレス所属の学生プロレスラーとして、エロワード・ネゲロのリングネームでデビュー。関東学生プロレス界でその名を轟かせ、主要大学が集まって共催する学プロ界のレッスルマニア的存在の興行「学プロサミット」では、3年連続でメインイベントを務める実力をみせた。実は大学入学以前に、KAIENTAI DOJOに練習生として入門するも、独特の集団生活に馴染めず退団するという経験を有しており、プロレス団体練習生から学生プロレスラーへ転身した異色の経歴の持ち主である。
2009年、同時期に武蔵野美術大学に在学し、HWWAで学生プロレスラーとして活動開始していた今成夢人が、大学の卒業制作として学生プロレスラーを被写体とした短編ドキュメンタリー映画『ガクセイプロレスラー』を撮影。この作品が国内・国外の映画祭などで評価されるに伴い、同作品の主要キャストであった冨永自身も注目されるきっかけになった。
2010年11月3日、ユニオンプロレスに入団。ユニオンプロレス新木場1stRING大会の試合前に、ナオミ・スーザン代表と、当時ユニオンプロレスへの所属を表明していた高木三四郎に記者会見の場で大型新人と紹介され、期待を集めていることをうかがわせた。
2011年1月3日、ユニオンプロレス後楽園ホール大会でプロデビュー。デビュー戦での対戦相手は、当時世界中で活躍していたマスクマンの エル・ジェネリコ（後にWWEで活躍するサミ・ゼイン）であった。デビュー後もユニオンプロレスのマットで活躍するが、卒業見込みであった大学に単位不足で留年すると、7月には肘を負傷し長期欠場となってしまう。これにより下がったモチベーションを回復させることが出来ず、2012年2月のDDTグループ契約更改において、契約満了としてユニオンプロレスを退団した。
同年、大学を無事卒業した後、社会人として生活する傍ら、9月には学生プロレス時代の仲間などを募って、アマチュアプロレス団体COWPER（2015年にCWPに改称）を旗揚げし、プロレス活動を再開した。
2013年3月28日、新木場1stRINGで行われていたガンバレ☆プロレス旗揚げ戦に向けてのチケット即売会に、今成に連れられる形で登場。
ユニオンプロレス時代の先輩であり、ガンプロの代表を務める大家健は、今成からユニオンを退団した後も冨永がプロレスを続けていることを聞き、冨永の4月17日の参戦が決定。
以後、継続して参戦を続け、ガンプロのレギュラー選手として定着、2024年にはCyberFightから独立したガンバレ☆プロレスに入団を果たす。
2024年5月18日に左足アキレス腱断裂の重傷を負ったが、約8ヶ月ぶりとなる2025年1月13日に復帰した。

## タイトル歴
- GWC認定6人タッグ王座
- SWS三冠統一ヘビー級王座
- Best of the Super COWPER優勝

## 得意技
ムーンサルトプレス
サテンドール
RKOと同型。
JK
ハーフダウン状態の相手に対し、走り込んでから両手で肩を掴んでジャンプし、振り子の形で勢いよく顔面に右膝を叩き込む。変形ニー・アタック。名称は「ジャンピング・ニー」の略。
黙認ジャスト・フェースロック

## 入場曲
- ギースにしょうゆ ／ 『餓狼伝説スペシャル』ギース・ハワードテーマ曲